# Стрибки у воду на Літній універсіаді 2013 — трамплін, 3 метри (чоловіки)
Змагання зі стрибків у воду з триметрового трампліну серед чоловіків на XXVII Всесвітньої Літній Універсіаді пройшли 5 і 7 липня 2013 року у Палаці водних видів спорту Казані, Росія. 
Володарем золотої медалі став росіянин Євген Кузнєцов, китайці Цзінь Лінь і Тянь Цинь завоювали срібну та бронзову медалі, відповідно. 

## Формат
Змагання зі стрибків у воду з триметрового трампліну складаються з трьох етапів: 
- Попередній раунд: всі 25 спортсменів виконують 6 стрибків; 18 найкращих спортсменів проходять до півфіналу.
- Півфінал: 18 спортсменів виконують 6 стрибків; результати попереднього етапу обнуляються, і 12 найкращих спортсменів проходять до фіналу.
- Фінал: 12 спортсменів виконують 6 стрибків; результати півфіналу обнуляються, і три найкращих спортсмени виграють золоті, срібні та бронзові медалі, відповідно.

## Розклад
Московський час (UTC+4) 
| Дата                   | Час         | Етап             |
| ---------------------- | ----------- | ---------------- |
| П'ятниця, 5 Липня 2013 | 15:00       | Попередній раунд |
| Неділя, 7 липня 2013   | 11:00 14:25 | Півфінал Фінал   |

## Результати
| Місце | Спортсмен               | Попередній раунд | Попередній раунд | Півфінал       | Півфінал       | Фінал          | Фінал          | Фінал          | Фінал          | Фінал          | Фінал          | Фінал          |                |
| Місце | Спортсмен               | Очки             | Місце            | Очки           | Місце          | Стрибок 1      | Стрибок 2      | Стрибок 3      | Стрибок 4      | Стрибок 5      | Стрибок 6      | Очки           |                |
| ----- | ----------------------- | ---------------- | ---------------- | -------------- | -------------- | -------------- | -------------- | -------------- | -------------- | -------------- | -------------- | -------------- | -------------- |
| 1     | Євген Кузнєцов          | 446,40           | 3                | 479,20         | 2              | 91,80          | 85,75          | 64,75          | 80,85          | 79,90          | 93,10          | 496,15         |                |
| 2     | Лінь Цзінь              | 423,70           | 6                | 453,35         | 4              | 81,60          | 86,70          | 70,50          | 84,00          | 83,60          | 82,50          | 488,90         |                |
| 3     | Цинь Тянь               | 444,25           | 4                | 422,80         | 7              | 78,00          | 79,90          | 73,10          | 70,30          | 89,25          | 91,65          | 482,20         |                |
| 4     | Яель Кастільо Уерта     | 449,85           | 2                | 458,40         | 3              | 86,70          | 79,90          | 62,70          | 85,75          | 67,50          | 83,85          | 466,40         |                |
| 5     | Роммель Пачеко          | 424,45           | 5                | 439,30         | 5              | 86,70          | 79,90          | 62,70          | 85,75          | 85,75          | 81,70          | 465,55         |                |
| 6     | Ілля Захаров            | 508,30           | 1                | 500,50         | 1              | 74,80          | 84,00          | 89,25          | 81,60          | 50,70          | 79,80          | 460,15         |                |
| 7     | Костянтин Бляха         | 368,85           | 10               | 369,90         | 11             | 67,50          | 75,95          | 69,70          | 66,00          | 63,00          | 79,90          | 422,05         |                |
| 8     | Чев Йі Вей              | 377,05           | 8                | 384,45         | 9              | 70,50          | 69,00          | 72,85          | 67,50          | 67,50          | 71,40          | 418,75         |                |
| 9     | Анджей Жешутек          | 399,85           | 7                | 429,70         | 6              | 72,00          | 74,40          | 81,60          | 52,50          | 54,00          | 78,20          | 412,70         |                |
| 10    | Філіп Бекер             | 338,80           | 18               | 365,85         | 12             | 69,30          | 69,75          | 62,90          | 57,00          | 52,50          | 66,00          | 377,45         |                |
| 11    | Андреас Надер Біллі     | 356,70           | 12               | 379,95         | 10             | 70,50          | 65,10          | 67,50          | 78,75          | 40,80          | 45,90          | 368,55         |                |
| 12    | Еспен Вальхейм          | 375,45           | 9                | 387,30         | 8              | 72,85          | 44,20          | 54,00          | 57,75          | 72,00          | 64,50          | 365,30         |                |
| 13    | Ой Цзе Лян              | 362,10           | 11               | 352,45         | 13             | Не пройшов     | Не пройшов     | Не пройшов     | Не пройшов     | Не пройшов     | Не пройшов     | Не пройшов     | Не пройшов     |
| 14    | Яно Коді                | 345,45           | 16               | 348,80         | 14             | Не пройшов     | Не пройшов     | Не пройшов     | Не пройшов     | Не пройшов     | Не пройшов     | Не пройшов     | Не пройшов     |
| 15    | Такума Хагит            | 335,30           | 20               | 342,60         | 15             | Не пройшов     | Не пройшов     | Не пройшов     | Не пройшов     | Не пройшов     | Не пройшов     | Не пройшов     | Не пройшов     |
| 16    | Тейлор Дарсі            | 356,15           | 13               | 336,60         | 16             | Не пройшов     | Не пройшов     | Не пройшов     | Не пройшов     | Не пройшов     | Не пройшов     | Не пройшов     | Не пройшов     |
| 17    | Пак Чжі Хо              | 354,30           | 14               | 311,10         | 17             | Не пройшов     | Не пройшов     | Не пройшов     | Не пройшов     | Не пройшов     | Не пройшов     | Не пройшов     | Не пройшов     |
| 18    | Ерік Вальхен            | 336,25           | 19               | 310,85         | 18             | Не пройшов     | Не пройшов     | Не пройшов     | Не пройшов     | Не пройшов     | Не пройшов     | Не пройшов     | Не пройшов     |
| 19    | Євген Новосьолов        | 346,95           | 15               | Не пройшов     | Не пройшов     | Не пройшов     | Не пройшов     | Не пройшов     | Не пройшов     | Не пройшов     | Не пройшов     | Не пройшов     | Не пройшов     |
| 20    | Алехандро Даніель Іслас | 339,25           | 17               | Не пройшов     | Не пройшов     | Не пройшов     | Не пройшов     | Не пройшов     | Не пройшов     | Не пройшов     | Не пройшов     | Не пройшов     | Не пройшов     |
| 21    | Семюел Дорман           | 328,75           | 21               | Не пройшов     | Не пройшов     | Не пройшов     | Не пройшов     | Не пройшов     | Не пройшов     | Не пройшов     | Не пройшов     | Не пройшов     | Не пройшов     |
| 22    | Антуан Катель           | 326,70           | 22               | Не пройшов ' ' | Не пройшов ' ' | Не пройшов ' ' | Не пройшов ' ' | Не пройшов ' ' | Не пройшов ' ' | Не пройшов ' ' | Не пройшов ' ' | Не пройшов ' ' | Не пройшов ' ' |
| 23    | Закарі Ніс              | 322,80           | 23               | Не пройшов     | Не пройшов     | Не пройшов     | Не пройшов     | Не пройшов     | Не пройшов     | Не пройшов     | Не пройшов     | Не пройшов     | Не пройшов     |
| 24    | Кім Чжин Йон            | 279,55           | 24               | Не пройшов     | Не пройшов     | Не пройшов     | Не пройшов     | Не пройшов     | Не пройшов     | Не пройшов     | Не пройшов     | Не пройшов     | Не пройшов     |
| 25    | Адріан Герга            | 271,90           | 25               | Не пройшов     | Не пройшов     | Не пройшов     | Не пройшов     | Не пройшов     | Не пройшов     | Не пройшов     | Не пройшов     | Не пройшов     | Не пройшов     |